# Ballon de water-polo
 (novembre 2020).
Si vous disposez d'ouvrages ou d'articles de référence ou si vous connaissez des sites web de qualité traitant du thème abordé ici, merci de compléter l'article en donnant les références utiles à sa vérifiabilité et en les liant à la section « Notes et références ».

Ballon de Water-Polo

Le water-polo se pratique avec un ballon rond de 68 à 71 cm de circonférence et d'un poids compris entre 400 et 450 grammes.
La taille et le poids varient selon le sexe des joueurs : le ballon est en effet plus petit et plus léger pour les femmes.